# Tirreno-Adriatico
Tirreno-Adriatico, surnommée la Course des deux mers, est une course cycliste à étapes italienne. Cette épreuve créée en 1966 part des rives de la mer Tyrrhénienne pour arriver sur les côtes de l'Adriatique, plus précisément à San Benedetto del Tronto où l'épreuve s'est toujours conclue, sauf lors de la première édition.
La course parcourt les régions du Latium, de l'Ombrie, des Abruzzes et des Marches. La première édition de la course a lieu sur trois étapes. Depuis 2002, elle se déroule sur sept étapes. La course est traditionnellement disputée en début de saison (mars ou avril) et est considérée comme une préparation à la classique Milan-San Remo. L'épreuve se déroule en partie en même temps que Paris-Nice.
De 2005 à 2007, elle faisait partie du calendrier du ProTour, avant que son organisateur RCS Sport ne s'en retire en 2008. En 2009 et 2010, elle fait partie du Calendrier mondial UCI, devenu UCI World Tour en 2011.
Avec six succès consécutifs acquis durant les années 1970, le Belge Roger De Vlaeminck détient le record de victoires,

## Histoire
Tirreno-Adriatico est créée en 1966 par le club de cyclisme basé dans le Latium Forze Sportive Romane. L'organisateur Franco Mealli crée la course pour proposer une course de préparation idéale aux coureurs italiens, sevrés de victoires sur Milan-San Remo depuis 1953. Comme toutes les illustres courses cyclistes italiennes ont lieu dans le nord de l'Italie, la course est nommée « Tre Giorni del Sud » (les Trois Jours du Sud en italien). La première édition de la course se déroule sur trois jours. Le départ a lieu le 11 mars 1966 à Rome et l'arrivée deux jours plus tard à Pescara. Dino Zandegù remporte l'édition inaugurale. En 1967, la deuxième édition est tracée sur cinq étapes et remportée par Franco Bitossi.
Dans les années 1970, la jeune épreuve devient la course de préparation idéale pour la classique prestigieuse italienne Milan-San Remo qui a lieu une semaine plus tard. Le Belge Roger De Vlaeminck, spécialiste des classiques monopolise la course avec six victoires consécutives et quinze étapes remportées. Après le règne de De Vlaeminck, la course est le théâtre de la rivalité entre les icônes de cyclisme italien Giuseppe Saronni et Francesco Moser, chacun gagnant l'épreuve deux fois.
De 1984 à 2001, la course continue à grandir et passe de six à huit étapes. Le parcours est déplacé plus vers le nord de l'Italie centrale. Le Suisse Tony Rominger, spécialiste du contre-la-montre et le Danois Rolf Sørensen remportent la course à deux reprises dans les années 1990. À partir de 1996, Tirreno-Adriatico est organisé par RCS Sport (en), qui organise notamment le Tour d'Italie,,.
Depuis 2002, Tirreno-Adriatico est couru sur sept étapes. Le parcours s'étend de la mer Tyrrhénienne à l'ouest de l'Italie jusqu'à San Benedetto del Tronto, sur la mer Adriatique. En 2005, la course est intégrée dans le calendrier inaugural de l'UCI ProTour, mais est reclassée en 2008 au niveau continental lorsque organisateur RCS Sport a retiré tous ses épreuves du calendrier de l'Union cycliste internationale. Depuis 2011, Tirreno-Adriatico fait partie de l'UCI World Tour.
Au cours des dernières années, la course emprunte régulièrement des étapes de montagne dans les Apennins, ce qui permet aux spécialistes des grands tours de se tester en début de saison en vue des courses par étapes à venir dans l'année. Les vainqueurs du Tour de France Vincenzo Nibali, Cadel Evans et Alberto Contador figurent notamment au palmarès de la course depuis 2010,.
L'édition 2020, initialement prévue en mars, est reportée du 8 au 14 septembre, en raison de la pandémie de maladie à coronavirus.

## Parcours

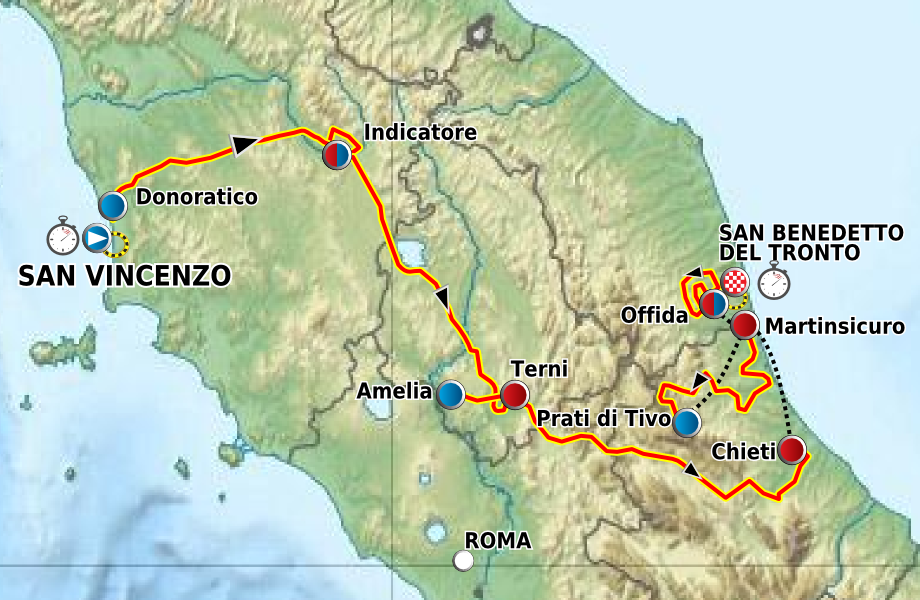
Parcours de l'édition 2012

Dans ses premières années Tirreno-Adriatico commence le plus souvent près de Rome et même de Naples. Depuis les années 1990, le départ est donné généralement plus au nord dans les stations balnéaires de la côte toscane de la mer Tyrrhénienne, avant de traverser la péninsule italienne jusqu'à sa côte orientale et la mer Adriatique. Courue sur sept jours, la course propose plusieurs étapes plates pour les sprinteurs, d'autres pour les grimpeurs, un ou deux contre-la-montre et au moins une arrivée en montée pour les puncheurs.
Lors des éditions récentes, la course commence mercredi avec un court contre-la-montre par équipes ou un prologue et se poursuit avec les étapes pour les sprinteurs et une étape qui se termine en côte. Les étapes intermédiaires - courues le week-end - sont les étapes de haute montagne. En 2015, l'étape du samedi s'est terminée avec une montée de 14 kilomètres vers le sommet du Selva Rotonda avant l'étape du dimanche, qui s'est conclue avec une arrivée en côte sur des pentes de plus de 25%. L'arrivée de la course est jugée en milieu de semaine, le mardi, à San Benedetto del Tronto, dans la province d'Ascoli Piceno, dans la région des Marches. D'autres éditions, comme celle de 2019 (point culminant du parcours situé à 660 mètres d'altitude), évitent la montagne.

## Trophées et maillots de leader
Bien que présenté en 2010, le trophée du vainqueur de la Tirreno-Adriatico est l'un des plus reconnaissables dans le cyclisme professionnel. En raison de son format de course qui fait aller les coureurs d'une côte à l'autre, le champion est présenté avec un grand trident doré, l'arme associée à Neptune, le dieu romain de la mer . Il est officiellement nommé le « Sea Master Trophy » (le Trophée du Maître de la mer). Dans les jours précédant la course, le trophée est cérémonieusement sorti de la mer Tyrrhénienne par des plongeurs de la Garde côtière italienne. En accord avec le thème marin, le maillot du classement général est bleu.

## Palmarès

### Podiums
| Année | Vainqueur            | Deuxième               | Troisième                |
| ----- | -------------------- | ---------------------- | ------------------------ |
| 1966  | Dino Zandegù         | Vito Taccone           | Rolf Maurer              |
| 1967  | Franco Bitossi       | Carmine Preziosi       | Vito Taccone             |
| 1968  | Claudio Michelotto   | Italo Zilioli          | Rudi Altig               |
| 1969  | Carlo Chiappano      | Albert Van Vlierberghe | Giuseppe Fezzardi        |
| 1970  | Antoon Houbrechts    | Italo Zilioli          | Felice Gimondi           |
| 1971  | Italo Zilioli        | Georges Pintens        | Marcello Bergamo         |
| 1972  | Roger De Vlaeminck   | Josef Fuchs            | Tomas Pettersson         |
| 1973  | Roger De Vlaeminck   | Frans Verbeeck         | Gösta Pettersson         |
| 1974  | Roger De Vlaeminck   | Knut Knudsen           | Simone Fraccaro          |
| 1975  | Roger De Vlaeminck   | Knut Knudsen           | Wladimiro Panizza        |
| 1976  | Roger De Vlaeminck   | Eddy Merckx            | Gianbattista Baronchelli |
| 1977  | Roger De Vlaeminck   | Francesco Moser        | Giuseppe Saronni         |
| 1978  | Giuseppe Saronni     | Knut Knudsen           | Francesco Moser          |
| 1979  | Knut Knudsen         | Giuseppe Saronni       | Giovanni Battaglin       |
| 1980  | Francesco Moser      | Alfons De Wolf         | Dante Morandi            |
| 1981  | Francesco Moser      | Raniero Gradi          | Marino Amadori           |
| 1982  | Giuseppe Saronni     | Gerrie Knetemann       | Greg LeMond              |
| 1983  | Roberto Visentini    | Gerrie Knetemann       | Francesco Moser          |
| 1984  | Tommy Prim           | Erich Maechler         | Roberto Visentini        |
| 1985  | Joop Zoetemelk       | Acácio da Silva        | Stefan Mutter            |
| 1986  | Luciano Rabottini    | Francesco Moser        | Giuseppe Petito          |
| 1987  | Rolf Sørensen        | Giuseppe Calcaterra    | Tony Rominger            |
| 1988  | Erich Maechler       | Tony Rominger          | Rolf Sørensen            |
| 1989  | Tony Rominger        | Rolf Gölz              | Charly Mottet            |
| 1990  | Tony Rominger        | Zenon Jaskuła          | Gilles Delion            |
| 1991  | Herminio Díaz Zabala | Federico Ghiotto       | Raúl Alcalá              |
| 1992  | Rolf Sørensen        | Raúl Alcalá            | Fabian Jeker             |
| 1993  | Maurizio Fondriest   | Andreï Tchmil          | Stefano Della Santa      |
| 1994  | Giorgio Furlan       | Evgueni Berzin         | Stefano Colagè           |
| 1995  | Stefano Colagè       | Maurizio Fondriest     | Dimitri Konyshev         |
| 1996  | Francesco Casagrande | Alexander Gontchenkov  | Gianluca Pianegonda      |
| 1997  | Roberto Petito       | Gianluca Pianegonda    | Beat Zberg               |
| 1998  | Rolf Jaermann        | Franco Ballerini       | Jens Heppner             |
| 1999  | Michele Bartoli      | Davide Rebellin        | Stefano Garzelli         |
| 2000  | Abraham Olano        | Jan Hruška             | Juan Carlos Domínguez    |
| 2001  | Davide Rebellin      | Gabriele Colombo       | Michael Boogerd          |
| 2002  | Erik Dekker          | Danilo Di Luca         | Óscar Freire             |
| 2003  | Filippo Pozzato      | Danilo Di Luca         | Ruggero Marzoli          |
| 2004  | Paolo Bettini        | Óscar Freire           | Erik Zabel               |
| 2005  | Óscar Freire         | Alessandro Petacchi    | Danilo Hondo             |
| 2006  | Thomas Dekker        | Jörg Jaksche           | Alessandro Ballan        |
| 2007  | Andreas Klöden       | Kim Kirchen            | Alexandre Vinokourov     |
| 2008  | Fabian Cancellara    | Enrico Gasparotto      | Thomas Lövkvist          |
| 2009  | Michele Scarponi     | Stefano Garzelli       | Andreas Klöden           |
| 2010  | Stefano Garzelli     | Michele Scarponi       | Cadel Evans              |
| 2011  | Cadel Evans          | Robert Gesink          | Michele Scarponi         |
| 2012  | Vincenzo Nibali      | Christopher Horner     | Roman Kreuziger          |
| 2013  | Vincenzo Nibali      | Christopher Froome     | Alberto Contador         |
| 2014  | Alberto Contador     | Nairo Quintana         | Roman Kreuziger          |
| 2015  | Nairo Quintana       | Bauke Mollema          | Rigoberto Urán           |
| 2016  | Greg Van Avermaet    | Peter Sagan            | Bob Jungels              |
| 2017  | Nairo Quintana       | Rohan Dennis           | Thibaut Pinot            |
| 2018  | Michał Kwiatkowski   | Damiano Caruso         | Geraint Thomas           |
| 2019  | Primož Roglič        | Adam Yates             | Jakob Fuglsang           |
| 2020  | Simon Yates          | Geraint Thomas         | Rafał Majka              |
| 2021  | Tadej Pogačar        | Wout van Aert          | Mikel Landa              |
| 2022  | Tadej Pogačar        | Jonas Vingegaard       | Mikel Landa              |
| 2023  | Primož Roglič        | João Almeida           | Tao Geoghegan Hart       |
| 2024  | Jonas Vingegaard     | Juan Ayuso             | Jai Hindley              |
| 2025  | Juan Ayuso           | Filippo Ganna          | Antonio Tiberi           |

### Classements annexes
| Année     | Classement par points | Grand Prix de la montagne | Classement des sprints | Classement par équipes    |
| 1968      |                       | Gianni Motta              |                        | Filotex                   |
| 1969      |                       |                           |                        |                           |
| 1970      |                       | Giancarlo Polidori        |                        |                           |
| 1971      | Gianni Motta          | Gianni Motta              |                        |                           |
| 1972      |                       | Gianni Motta              |                        |                           |
| 1973      |                       | Roger De Vlaeminck        |                        |                           |
| 1974-1975 |                       |                           |                        |                           |
| 1976      |                       | Eddy Merckx               | Roger De Vlaeminck     |                           |
| 1977-1983 |                       |                           |                        |                           |
| 1984      | Adrie van der Poel    | Tommy Prim                |                        |                           |
| 1985      |                       | José Luis Navarro         |                        |                           |
| 1986-1989 |                       |                           |                        |                           |
| 1990      |                       | Mauro Gianetti            |                        |                           |
| 1991      |                       | Dirk De Wolf              |                        |                           |
| 1992      |                       |                           |                        |                           |
| 1993      |                       | Mariano Piccoli           |                        |                           |
| Année     | Classement par points | Grand Prix de la montagne | Meilleur jeune         | Classement par équipes    |
| 1994      |                       | Stefano Colagè            | Mariano Piccoli        |                           |
| 1995-1999 |                       |                           |                        |                           |
| 2000      | Romans Vainsteins     |                           |                        |                           |
| 2001      | Biagio Conte          | Danilo Di Luca            |                        |                           |
| 2002      | Erik Zabel            | Ruggero Marzoli           |                        | Mapei-Quick Step          |
| 2003      | Paolo Bettini         | Elio Aggiano              |                        | Alessio-Bianchi           |
| 2004      | Erik Zabel            | Rolf Aldag                |                        | Ceramica Panaria-Margres  |
| 2005      | Oscar Freire          | José Luis Carrasco        |                        | Ceramica Panaria-Navigare |
| 2006      | Alessandro Petacchi   | José Joaquín Rojas        |                        | Discovery Channel         |
| 2007      | Riccardo Riccò        | Salvatore Commesso        |                        | Tinkoff Credit Systems    |
| 2008      | Óscar Freire          | Lloyd Mondory             | Thomas Lövkvist        | High Road                 |
| 2009      | Julien El Fares       | Egoi Martínez             | Thomas Lövkvist        |                           |
| 2010      | Stefano Garzelli      | Dmytro Grabovskyy         | Robert Gesink          | Lampre-Farnese Vini       |
| 2011      | Michele Scarponi      | Davide Malacarne          | Robert Gesink          | Liquigas-Cannondale       |
| 2012      | Vincenzo Nibali       | Stefano Pirazzi           | Wout Poels             | AG2R La Mondiale          |
| 2013      | Alberto Contador      | Damiano Cunego            | Michał Kwiatkowski     | Movistar                  |
| 2014      | Peter Sagan           | Marco Canola              | Nairo Quintana         | AG2R La Mondiale          |
| 2015      | Peter Sagan           | Carlos Quintero           | Nairo Quintana         | Movistar                  |
| 2016      | Peter Sagan           | Cesare Benedetti          | Bob Jungels            | Etixx-Quick Step          |
| 2017      | Peter Sagan           | Davide Ballerini          | Bob Jungels            | Movistar                  |
| 2018      | Jacopo Mosca          | Nicola Bagioli            | Tiesj Benoot           | Astana                    |
| 2019      | Mirco Maestri         | Alexey Lutsenko           | Sam Oomen              | EF Education First        |
| 2020      | Pascal Ackermann      | Héctor Carretero          | Aleksandr Vlasov       | Sunweb                    |
| 2021      | Wout van Aert         | Tadej Pogačar             | Tadej Pogačar          | Astana-Premier Tech       |
| 2022      | Tadej Pogačar         | Quinn Simmons             | Tadej Pogačar          | Bahrain Victorious        |
| 2023      | Primož Roglič         | Primož Roglič             | João Almeida           | UAE Emirates              |
| 2024      | Jonathan Milan        | Jonas Vingegaard          | Juan Ayuso             | UAE Emirates              |
| 2025      | Jonathan Milan        | Manuele Tarozzi           | Juan Ayuso             | UAE Emirates              |

## Statistiques et records
| #  | Coureurs           | Victoires | Deuxième | Troisième | Total |
| -- | ------------------ | --------- | -------- | --------- | ----- |
| 1  | Roger De Vlaeminck | 6         | 0        | 0         | 6     |
| 2  | Francesco Moser    | 2         | 2        | 2         | 6     |
| 3  | Giuseppe Saronni   | 2         | 1        | 1         | 4     |
| 3  | Tony Rominger      | 2         | 1        | 1         | 4     |
| 5  | Nairo Quintana     | 2         | 1        | 0         | 3     |
| 6  | Rolf Sørensen      | 2         | 0        | 1         | 3     |
| 7  | Vincenzo Nibali    | 2         | 0        | 0         | 2     |
| 7  | Tadej Pogačar      | 2         | 0        | 0         | 2     |
| 7  | Primož Roglič      | 2         | 0        | 0         | 2     |
| 10 | Knut Knudsen       | 1         | 3        | 0         | 4     |

| #  | Pays        | Victoires | Deuxième | Troisième | Total |
| -- | ----------- | --------- | -------- | --------- | ----- |
| 1  | Italie      | 24        | 23       | 24        | 71    |
| 2  | Belgique    | 8         | 7        | 0         | 15    |
| 3  | Suisse      | 5         | 3        | 5         | 13    |
| 4  | Espagne     | 5         | 2        | 5         | 12    |
| 5  | Slovénie    | 4         | 0        | 0         | 4     |
| 6  | Pays-Bas    | 3         | 4        | 1         | 8     |
| 7  | Danemark    | 3         | 1        | 1         | 5     |
| 8  | Colombie    | 2         | 1        | 1         | 4     |
| 9  | Royaume-Uni | 1         | 3        | 2         | 6     |
| 10 | Norvège     | 1         | 3        | 0         | 4     |
| 11 | Allemagne   | 1         | 2        | 4         | 7     |
| 12 | Australie   | 1         | 1        | 2         | 4     |
| 13 | Suède       | 1         | 0        | 2         | 3     |
| 14 | Pologne     | 1         | 0        | 1         | 2     |

### Victoires d'étapes
| # | Coureurs            | Victoires |
| - | ------------------- | --------- |
| 1 | Roger De Vlaeminck  | 15        |
| 2 | Óscar Freire        | 11        |
| 3 | Moreno Argentin     | 8         |
| 3 | Alessandro Petacchi | 8         |
| 3 | Giuseppe Saronni    | 8         |
| 6 | Peter Sagan         | 7         |
| 6 | Erik Zabel          | 7         |
| 8 | Paolo Bettini       | 6         |
| 8 | Franco Bitossi      | 6         |
| 8 | Fabian Cancellara   | 6         |
| 8 | Rolf Sørensen       | 6         |
| 8 | Jan Svorada         | 6         |